# Placówka Straży Celnej „Proszów”

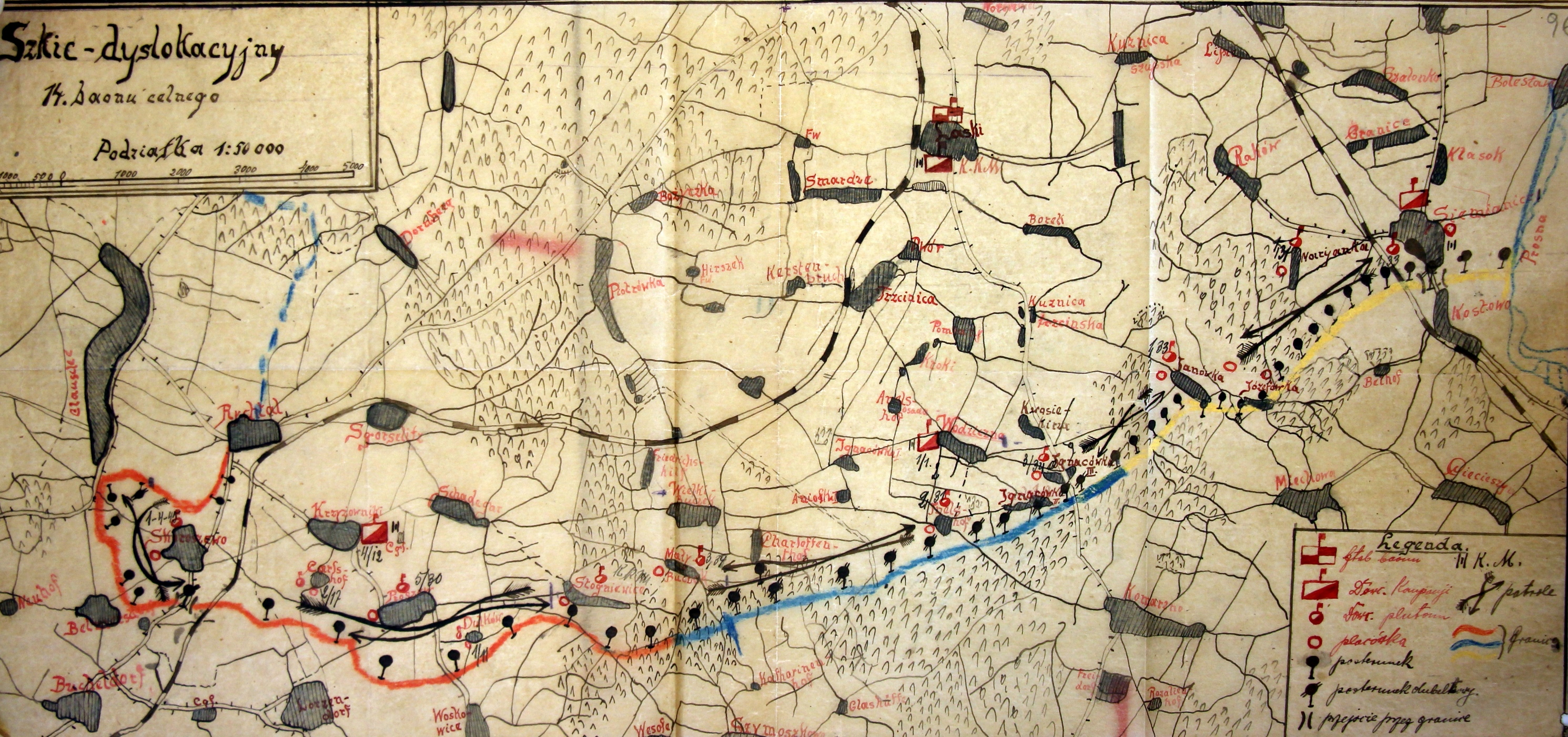
Rozmieszczenie 14 batalionu celnego

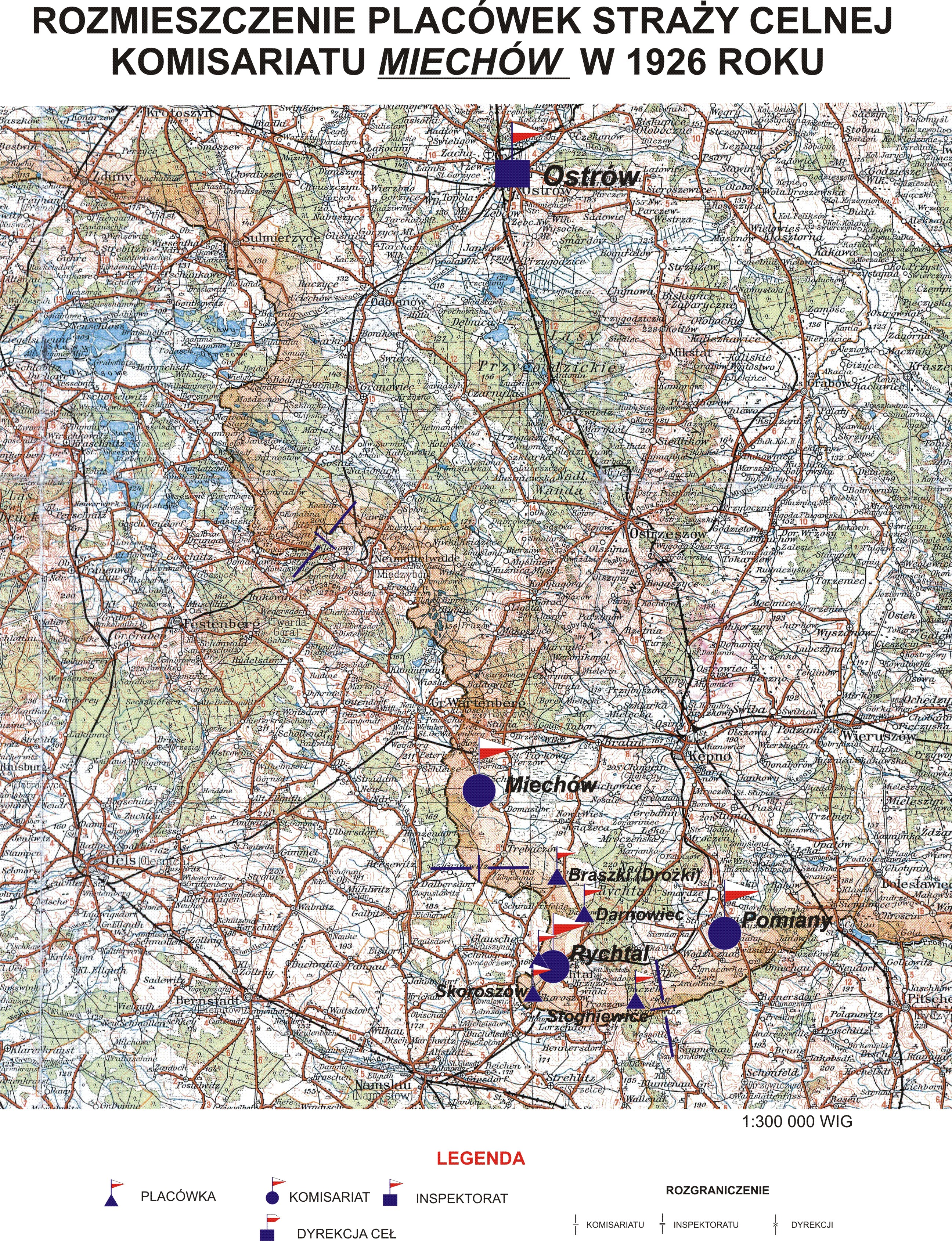
Rozmieszczenie placówek Straży Celnej Komisariatu Rychtal w 1926 r.

Placówka Straży Celnej „Proszów” – jednostka organizacyjna Straży Celnej pełniąca w okresie międzywojennym służbę ochronną na granicy polsko-niemieckiej.

## Formowanie i zmiany organizacyjne
Na wniosek Ministerstwa Skarbu, uchwałą z 10 marca 1920 roku, powołano do życia Straż Celną. Od połowy 1921 roku jednostki Straży Celnej rozpoczęły przejmowanie odcinków granicy od pododdziałów Batalionów Celnych. W 1921 roku na terenie Rychtala stacjonował sztab 4 kompanii 14 batalionu celnego. 4 kompania wystawiła placówkę w Proszowie. Proces tworzenia Straży Celnej trwał do końca 1922 roku. Placówka Straży Celnej „Proszów” weszła w podporządkowanie komisariatu Straży Celnej „Rychtal” z Inspektoratu SC „Ostrów”.
W drugiej połowie 1927 roku przystąpiono do gruntownej reorganizacji Straży Celnej. W praktyce skutkowało to rozwiązaniem tej formacji granicznej. Ochronę północnej, zachodniej i południowej granicy państwa przejęła powołana z dniem 2 kwietnia 1928 roku Straż Graniczna.
Rozkazem nr 3 z 25 kwietnia 1928 roku w sprawie organizacji Wielkopolskiego Inspektoratu Okręgowego dowódca Straży Granicznej gen. bryg. Stefan Pasławski określił strukturę organizacyjną komisariatu SG „Słupia”. Placówka Straży Granicznej I linii „Proszów” znalazła się w jego strukturze.

## Funkcjonariusze placówki
Kierownicy placówki
| stopień          | imię i nazwisko, numer     | okres pełnienia służby | kolejne stanowisko |
| ---------------- | -------------------------- | ---------------------- | ------------------ |
| starszy strażnik | Stanisław Ostrowski (1233) | był w 1926             |                    |

Obsada personalna placówki w 1926:
- starszy strażnik Stanisław Ostrowski (1233)
- strażnik Antoni Dudek (1098)
- strażnik Władysław Pawuła (1257)
- strażnik Bartłomiej Woźniak (1348)